# Али Лобаси
Али Лобаси (мкд. Али Лобаси) је насеље у Северној Македонији, у источном делу државе. Али Лобаси је насеље у оквиру општине Радовиште.

## Географија
Али Лобаси је смештен у источном делу Северне Македоније. Од најближег града, Радовишта, насеље је удаљено 12 km северно.
Насеље Али Лобаси се налази у историјској области Јуруклук. Насеље је положено на јужним висовима планине Плачковице. Надморска висина насеља је приближно 930 метара. 
Месна клима је планинска због знатне надморске висине.

## Становништво
Али Лобаси је према последњем попису из 2002. године био без становника.
Већинско становништво у насељу су били етнички Турци (100%). Они су се средином 20. века спонтано иселили у матицу.
Претежна вероисповест месног становништва био је ислам.